# Блау, Александр Александрович
Александр Александрович Блау (1912—1988) — майор Рабоче-крестьянской Красной Армии, участник Великой Отечественной войны, Герой Советского Союза (1945).

## Биография
Александр Блау родился 5 февраля 1912 года в деревне Горбачёво (ныне — Жарковский район Тверской области) в крестьянской семье. После окончания неполной средней школы в селе Зеленьково Жарковского района проживал и работал в Москве. В 1934 году был призван на службу в Рабоче-крестьянскую Красную Армию. В 1937 году Блау окончил курсы младших лейтенантов, в 1941 году — курсы «Выстрел». С ноября 1941 года — на фронтах Великой Отечественной войны. В боях трижды был ранен. В 1944 году вступил в ВКП(б). К ноябрю 1944 года капитан Александр Блау командовал 2-м стрелковым батальоном 572-го стрелкового полка, 233-й стрелковой дивизии, 75-го стрелкового корпуса, 57-й армии 3-го Украинского фронта. Отличился во время форсирования Дуная.
9 ноября 1944 года Блау одним из первых в своём подразделении форсировал Дунай на барже и вступил в бой с превосходящим противником в районе югославского города Батина. В течение одного дня батальон Блау отбил 18 контратак немецкой пехоты при поддержке самоходной артиллерии и штурмовой авиации. В этом бою бойцы уничтожили около трёх рот противника. Бои за плацдарм продолжились и в последующие дни. 13 ноября 1944 года Блау получил ранение, но поля боя не покинул и продолжил командование. Под его руководством батальон отбил ещё четыре контратаки и удержал плацдарм, чем обеспечил успешную переправу через Дунай для полка и дивизии.
Указом Президиума Верховного Совета СССР от 24 марта 1945 года за «мужество и героизм, проявленные при форсировании Дуная и удержании плацдарма на его западном берегу» капитан Александр Блау был удостоен высокого звания Героя Советского Союза с вручением ордена Ленина и медали «Золотая Звезда» за номером 4886.
В 1945 году в звании майора Блау вышел в отставку, работал в органах МВД СССР в Кемеровской области. Впоследствии проживал в Чернигове, умер 11 февраля 1988 года. Похоронен на черниговском Яцевском кладбище.
Был также награждён орденами Отечественной войны 1-й и 2-й степеней, а также рядом медалей.

## Память
В память о Блау на доме, где последние годы он жил, установлена мемориальная доска.